# GJ 3634 b
GJ 3634 b est une exoplanète en orbite autour de GJ 3634, une naine rouge située à environ 64,6 années-lumière (19,8 pc) du Soleil dans la constellation de l'Hydre. Il s'agit d'un corps de 8,4+4,0
−1,5 M⊕ gravitant à environ 0,029 UA de son étoile parente sur une orbite d'excentricité de 0,08 qu'elle boucle tous les 2,645 61 jours.